# Institut Meteorològic i Hidrològic Suec
L'Institut Meteorològic i Hidrològic Suec (en suec: Sveriges meteorologiska och hydrologiska institut, abreujat com SMHI) és una agència governamental de Suècia depenent del Ministeri de Medi Ambient. L'SMHI té experiència en les àrees de meteorologia, hidrologia i oceanografia, així com amplis serveis i operacions comercials dins d'aquestes àrees.

## Història
El 1r de gener de 1873 es va fundar el Centre Estatal de Meteorologia (en suec: Statens Meteorologiska Centralanstalt) com una entitat autònoma de la Reial Acadèmia Sueca de Ciències, però les primeres observacions meteorològiques no van començar fins al 1r de juliol de 1874. A l'any 1880 es van fer les primeres previsions meteorològiques i a partir del 19 de febrer de 1924, es van començar a difondre aquestes prediccions a través de la ràdio d'Estocolm.
El 1908 es va crear l'Oficina Hidrogràfica (en suec: Hydrografiska byrån, HB). La seva tasca principal va ser la de cartografiar científicament l'aigua dolça de Suècia i col·laborar amb el servei meteorològic a l'hora de fer determinades observacions meteorològiques, com ara les de la precipitació i la coberta de neu. El 1919, els dos serveis es van fusionar i es van convertir en el (en suec: Statens meteorologisk-hydrografiska anstalt, SMHA).
El 1945, el servei va ser rebatejat amb el seu nom actual, Institut Meteorològic i Hidrològic Suec. Abans de 1975 es trobava a Estocolm, però després d'una decisió presa al Riksdag el 1971 es va traslladar a Norrköping el 1975.

## Personal i organització
L'SMHI té les seves oficines a Göteborg, Malmö, Sundsvall i Upplands Väsby, a la part superior de la seva seu. Per al públic suec, l'SMHI és conegut sobretot per les previsions meteorològiques a la ràdio pública proporcionada per Sveriges Radio. Moltes de les altres grans empreses de mitjans de Suècia també compren prediccions meteorològiques a l'SMHI.
L'SMHI compta amb uns 650 empleats. Cal destacar el personal investigador, que inclou uns 100 científics de la Unitat de Recerca, de la qual forma part el Centre Rossby. La divisió de recerca es divideix en sis unitats:
- Predicció i anàlisi meteorològica
- Qualitat de l'aire
- Oceanografia
- Hidrologia
- Centre Rossby (modelització regional i global del clima)
- Teledetecció atmosfèrica

La modelització del clima regional i global es desenvolupa des del Centre Rossby, el qual es va establir per l'SMHI l'any 1997.
La investigació ambiental abasta les sis unitats de recerca mencionades anteriorment.
L'objectiu principal de la divisió de recerca és donar suport a l'Institut i a la societat amb la recerca i el desenvolupament. Els científics participen en nombrosos projectes de recerca tant d'àmbit nacional com internacional.

## Recerca de la qualitat de l'aire
La unitat d'investigació per a la qualitat de l'aire de l'SMHI compta amb 10 científics, els quals tenen experiència en qualitat de l'aire, transport de la contaminació atmosfèrica i modelització en la dispersió de la contaminació atmosfèrica.
Alguns dels models de dispersió de la contaminació atmosfèrica desenvolupats per la unitat d'investigació de la qualitat de l'aire són:
- El model DISPERSION21 (també anomenat DISPERSION 2.1)[7]
- El model MATCH[8][9]